# Popis vrsta roda Acacia
Popis vrsta roda Acacia

### A
1. Acacia abbatiana Pedley
2. Acacia abbreviata Maslin
3. Acacia abrupta Maiden & Blakely
4. Acacia acanthaster Maslin
5. Acacia acanthoclada F.Muell.
6. Acacia acellerata Maiden & Blakely
7. Acacia acinacea Lindl.
8. Acacia aciphylla Benth.
9. Acacia acoma Maslin
10. Acacia acradenia F.Muell.
11. Acacia acrionastes Pedley
12. Acacia acuaria W.Fitzg.
13. Acacia aculeatissima J.F.Macbr.
14. Acacia aculeiformis Maslin
15. Acacia acuminata Benth.
16. Acacia acutata W.Fitzg.
17. Acacia adenogonia (Pedley) R.S.Cowan & Maslin
18. Acacia adinophylla Maslin
19. Acacia adjutrices Maslin
20. Acacia adnata F.Muell.
21. Acacia adoxa Pedley
22. Acacia adsurgens Maiden
23. Acacia adunca A.Cunn. ex G.Don
24. Acacia aemula Maslin
25. Acacia aestivalis E.Pritz.
26. Acacia alata R.Br.
27. Acacia alaticaulis Kodela & Tindale
28. Acacia alcockii Maslin & Whibley
29. Acacia alexandri Maslin
30. Acacia alleniana Maiden
31. Acacia alpina F.Muell.
32. Acacia amanda G.J.Leach
33. Acacia amblygona A.Cunn. ex Benth.
34. Acacia amblyophylla F.Muell.
35. Acacia amentifera F.Muell.
36. Acacia ammobia Maconochie
37. Acacia ammophila Pedley
38. Acacia amoena H.L.Wendl.
39. Acacia ampliata R.S.Cowan & Maslin
40. Acacia ampliceps Maslin
41. Acacia amputata Maslin
42. Acacia amyctica R.S.Cowan & Maslin
43. Acacia anarthros Maslin
44. Acacia anasilla A.S.George
45. Acacia anastema Maslin
46. Acacia anastomosa Maslin, M.D.Barrett & R.L.Barrett
47. Acacia anaticeps Tindale
48. Acacia anceps DC.
49. Acacia ancistrocarpa Maiden & Blakely
50. Acacia ancistrophylla C.R.P.Andrews
51. Acacia andrewsii W.Fitzg.
52. Acacia aneura F.Muell. ex Benth.
53. Acacia anfractuosa Maslin
54. Acacia angusta Maiden & Blakely
55. Acacia anomala Gardner ex Court
56. Acacia anserina Maslin, M.D.Barrett & R.L.Barrett
57. Acacia anthochaera Maslin
58. Acacia aphanoclada Maslin
59. Acacia aphylla Maslin
60. Acacia applanata Maslin
61. Acacia aprepta Pedley
62. Acacia aprica Maslin & A.R.Chapm.
63. Acacia aptaneura Maslin & J.E.Reid
64. Acacia arafurica Tindale & Kodela
65. Acacia araneosa Whibley
66. Acacia arbiana Pedley
67. Acacia arcuatilis R.S.Cowan & Maslin
68. Acacia areolata M.W.McDonald
69. Acacia argentina Pedley
70. Acacia argutifolia Maslin
71. Acacia argyraea Tindale
72. Acacia argyrodendron Domin
73. Acacia argyrophylla Hook.
74. Acacia argyrotricha Pedley
75. Acacia arida Benth.
76. Acacia aristulata Maslin
77. Acacia armigera R.W.Davis, K.R.Thiele & Cockerton
78. Acacia armillata (Pedley) Pedley
79. Acacia armitii F.Muell. ex Maiden
80. Acacia arrecta Maslin
81. Acacia ascendens Maslin
82. Acacia asepala Maslin
83. Acacia ashbyae Maslin
84. Acacia asparagoides A.Cunn.
85. Acacia aspera Lindl.
86. Acacia asperulacea F.Muell.
87. Acacia assimilis S.Moore
88. Acacia ataxiphylla Benth.
89. Acacia atkinsiana Maslin
90. Acacia atopa Pedley
91. Acacia atrox Kodela
92. Acacia attenuata Maiden
93. Acacia aulacocarpa A.Cunn. ex Benth.
94. Acacia aulacophylla R.S.Cowan & Maslin
95. Acacia auratiflora R.S.Cowan & Maslin
96. Acacia aureocrinita B.J.Conn & Tame
97. Acacia auricoma Maslin
98. Acacia auriculiformis A.Cunn. ex Benth.
99. Acacia auripila R.S.Cowan & Maslin
100. Acacia auronitens Lindl.
101. Acacia ausfeldii Regel
102. Acacia awestoniana R.S.Cowan & Maslin
103. Acacia axillaris Benth.
104. Acacia ayersiana Maconochie

### B
1. Acacia baeuerlenii Maiden & R.T.Baker
2. Acacia bagsteri Benth.
3. Acacia baileyana F.Muell.
4. Acacia bakeri Maiden
5. Acacia balsamea R.S.Cowan & Maslin
6. Acacia bancroftiorum Maiden
7. Acacia barakulensis Pedley
8. Acacia barattensis J.M.Black
9. Acacia barbinervis Benth.
10. Acacia barrettiorum Lewington & Maslin
11. Acacia barringtonensis Tindale
12. Acacia × barteriana Jacq.
13. Acacia bartlei Maslin & J.E.Reid
14. Acacia basedowii Maiden
15. Acacia baueri Benth.
16. Acacia baxteri Benth.
17. Acacia beadleana R.H.Jones & J.J.Bruhl
18. Acacia beauverdiana Ewart & Sharman
19. Acacia beckleri Tindale
20. Acacia benthamii Meisn.
21. Acacia besleyi Maslin
22. Acacia betchei Maiden & Blakely
23. Acacia bidentata Benth.
24. Acacia bifaria Maslin
25. Acacia biflora R.Br.
26. Acacia binata Maslin
27. Acacia binervata DC.
28. Acacia binervia (J.C.Wendl.) J.F.Macbr.
29. Acacia bivenosa DC.
30. Acacia blakei Pedley
31. Acacia blakelyi Maiden
32. Acacia blaxellii Maslin
33. Acacia blayana Tindale & Court
34. Acacia boormanii Maiden
35. Acacia botrydion Maslin
36. Acacia brachybotrya Benth.
37. Acacia brachyclada W.Fitzg
38. Acacia brachyphylla Benth. ex Schltdl.
39. Acacia brachypoda Maslin
40. Acacia brachystachya Benth.
41. Acacia bracteolata Maslin
42. Acacia brassii Pedley
43. Acacia brockii Tindale & Kodela
44. Acacia bromilowiana Maslin
45. Acacia browniana H.L.Wendl.
46. Acacia brownii (Poir.) Steud.
47. Acacia brumalis Maslin
48. Acacia brunioides A.Cunn. ex G.Don
49. Acacia bulgaensis Tindale & S.J.Davies
50. Acacia burbidgeae Pedley
51. Acacia burdekensis Pedley
52. Acacia burrana Pedley
53. Acacia burrowii Maiden
54. Acacia burrowsiana Maslin
55. Acacia buxifolia A.Cunn.
56. Acacia bynoeana Benth.

### C
1. Acacia caerulescens Maslin & Court
2. Acacia caesaneura Maslin & J.E.Reid
3. Acacia caesariata R.S.Cowan & Maslin
4. Acacia caesiella Maiden & Blakely
5. Acacia calamifolia Sweet ex Lindl.
6. Acacia calantha Pedley
7. Acacia calcarata Maiden & Blakely
8. Acacia calcicola Forde & Ising
9. Acacia caleyi A.Cunn. ex Benth.
10. Acacia calligera (Pedley) Pedley
11. Acacia calyculata A.Cunn. ex Benth.
12. Acacia cambagei R.T.Baker
13. Acacia camptocarpa Maslin, M.D.Barrett & R.L.Barrett
14. Acacia camptoclada C.R.P.Andrews
15. Acacia campylophylla Benth.
16. Acacia cana Maiden
17. Acacia cangaiensis Tindale & Kodela
18. Acacia capillaris A.S.George
19. Acacia cardiophylla A.Cunn. ex Benth.
20. Acacia carens Maslin
21. Acacia carneorum Maiden
22. Acacia carnosula Maslin
23. Acacia caroleae Pedley
24. Acacia cassicula R.S.Cowan & Maslin
25. Acacia castanostegia Maslin
26. Acacia cataractae Tindale & Kodela
27. Acacia catenulata C.T.White
28. Acacia cavealis R.S.Cowan & Maslin
29. Acacia cedroides Benth.
30. Acacia celastrifolia Benth.
31. Acacia celsa Tindale
32. Acacia cerastes Maslin
33. Acacia chalkeri Maiden
34. Acacia chamaeleon Maslin
35. Acacia chapmanii R.S.Cowan & Maslin
36. Acacia chartacea Maslin
37. Acacia cheelii Blakely
38. Acacia chinchillensis Tindale
39. Acacia chippendalei Pedley
40. Acacia chisholmii F.M.Bailey
41. Acacia chrysella Maiden & Blakely
42. Acacia chrysocephala Maslin
43. Acacia chrysochaeta Maslin
44. Acacia chrysopoda Maiden & Blakely
45. Acacia chrysotricha Tindale
46. Acacia ciliata Humb. & Bonpl. ex Willd.
47. Acacia cincinnata F.Muell.
48. Acacia citrinoviridis Tindale & Maslin
49. Acacia citriodora Kodela & Maslin
50. Acacia clandullensis B.J.Conn & Tame
51. Acacia claviseta Maslin, M.D.Barrett & R.L.Barrett
52. Acacia clelandii Pedley
53. Acacia clivicola Pedley
54. Acacia clunies-rossiae Maiden
55. Acacia clydonophora Maslin
56. Acacia coatesii Maslin
57. Acacia cochlearis (Labill.) H.L.Wendl.
58. Acacia cochliocarpa G.Don
59. Acacia cochlocarpa Meisn.
60. Acacia cockertoniana Maslin
61. Acacia cognata Domin
62. Acacia colei Maslin & L.A.J.Thomson
63. Acacia colletioides A.Cunn. ex Benth.
64. Acacia comans W.Fitzg.
65. Acacia complanata A.Cunn. ex Benth.
66. Acacia concolorans Maslin
67. Acacia concurrens Pedley
68. Acacia conferta A.Cunn. ex Benth.
69. Acacia confluens Maiden & Blakely
70. Acacia confusa Merr.
71. Acacia congesta Benth.
72. Acacia conjunctifolia F.Muell.
73. Acacia conniana Maslin
74. Acacia consanguinea R.S.Cowan & Maslin
75. Acacia consobrina R.S.Cowan & Maslin
76. Acacia conspersa F.Muell.
77. Acacia constablei Tindale
78. Acacia continua Benth.
79. Acacia convallium Pedley
80. Acacia coolgardiensis Maiden
81. Acacia coriacea DC.
82. Acacia costata Benth.
83. Acacia costiniana Tindale
84. Acacia courtii Tindale & Hersc.
85. Acacia covenyi Tindale
86. Acacia cowaniana Maslin
87. Acacia cowleana Tate
88. Acacia cracentis R.S.Cowan & Maslin
89. Acacia craspedocarpa F.Muell.
90. Acacia crassa Pedley
91. Acacia crassicarpa A.Cunn. ex Benth.
92. Acacia crassistipula Benth.
93. Acacia crassiuscula H.L.Wendl.
94. Acacia crassuloides Maslin
95. Acacia cremiflora B.J.Conn & Tame
96. Acacia crenulata R.S.Cowan & Maslin
97. Acacia cretacea Maslin & Whibley
98. Acacia cretata Pedley
99. Acacia crispula Benth.
100. Acacia crombiei C.T.White
101. Acacia cultriformis A.Cunn. ex G.Don
102. Acacia cummingiana Maslin
103. Acacia cundinamarcensis R.P.Subhedar
104. Acacia cuneifolia Maslin
105. Acacia cupularis Domin
106. Acacia curranii Maiden
107. Acacia curryana Maslin
108. Acacia curvata Maslin
109. Acacia curvinervia Maiden
110. Acacia cuspidifolia Maslin
111. Acacia cuthbertsonii Luehm.
112. Acacia cyclocarpa Maslin, M.D.Barrett & R.L.Barrett
113. Acacia cyclops A.Cunn. ex G.Don
114. Acacia cylindrica R.S.Cowan & Maslin
115. Acacia cyperophylla F.Muell. ex Benth.

### D
1. Acacia dacrydioides Tindale
2. Acacia dallachiana F.Muell.
3. Acacia dangarensis Tindale & Kodela
4. Acacia daphnifolia Meisn.
5. Acacia daviesii Bartolome
6. Acacia daviesioides C.A.Gardner
7. Acacia daweana Maslin
8. Acacia dawsonii R.T.Baker
9. Acacia dealbata Link
10. Acacia deanei (R.T.Baker) Welch, Coombs & McGlynn
11. Acacia debilis Tindale
12. Acacia declinata R.S.Cowan & Maslin
13. Acacia decora Rchb.
14. Acacia decurrens (J.C.Wendl.) Willd.
15. Acacia deficiens Maslin
16. Acacia deflexa Maiden & Blakely
17. Acacia delibrata A.Cunn. ex Benth.
18. Acacia delicatula Tindale & Kodela
19. Acacia delphina Maslin
20. Acacia deltoidea A.Cunn. ex G.Don
21. Acacia demissa R.S.Cowan & Maslin
22. Acacia dempsteri F.Muell.
23. Acacia densiflora Morrison
24. Acacia denticulosa F.Muell.
25. Acacia dentifera Benth.
26. Acacia depressa Maslin
27. Acacia dermatophylla Benth.
28. Acacia derwentiana A.M.Gray
29. Acacia desertorum Maiden & Blakely
30. Acacia desmondii Maslin
31. Acacia deuteroneura Pedley
32. Acacia diallaga Maslin & Buscumb
33. Acacia diaphana R.S.Cowan & Maslin
34. Acacia diaphyllodinea Maslin
35. Acacia diastemata Maslin, M.D.Barrett & R.L.Barrett
36. Acacia dictyoneura E.Pritz.
37. Acacia dictyophleba F.Muell.
38. Acacia didyma A.R.Chapm. & Maslin
39. Acacia dielsii E.Pritz.
40. Acacia dietrichiana F.Muell.
41. Acacia difficilis Maiden
42. Acacia difformis R.T.Baker
43. Acacia dilatata Benth.
44. Acacia dilloniorum Maslin
45. Acacia dimidiata Benth.
46. Acacia diminuta Maslin
47. Acacia dimorpha Maslin, M.D.Barrett & R.L.Barrett
48. Acacia disparrima M.W.McDonald & Maslin
49. Acacia dissimilis M.W.McDonald
50. Acacia dissona R.S.Cowan & Maslin
51. Acacia distans Maslin
52. Acacia disticha Maslin
53. Acacia divergens Benth.
54. Acacia dodonaeifolia (Pers.) Balb.
55. Acacia dolichophylla Maslin
56. Acacia donaldsonii R.S.Cowan & Maslin
57. Acacia doratoxylon A.Cunn.
58. Acacia doreta Maslin
59. Acacia dorothea Maiden
60. Acacia dorsenna Maslin
61. Acacia drepanocarpa F.Muell.
62. Acacia drepanophylla Maslin
63. Acacia drewiana W.Fitzg
64. Acacia drummondii Lindl.
65. Acacia dunnii (Maiden) Turrill
66. Acacia dura Benth.
67. Acacia durabilis Maslin
68. Acacia duriuscula W.Fitzg.

### E
1. Acacia echinula DC.
2. Acacia echinuliflora G.J.Leach
3. Acacia effusa Maslin
4. Acacia effusifolia Maslin & Buscumb
5. Acacia elachantha M.W.McDonald & Maslin
6. Acacia elata A.Cunn. ex Benth.
7. Acacia elongata Sieber ex DC.
8. Acacia empelioclada Maslin
9. Acacia enervia Maiden & Blakely
10. Acacia ensifolia Pedley
11. Acacia enterocarpa R.V.Sm.
12. Acacia epacantha (Maslin) Maslin
13. Acacia epedunculata R.S.Cowan & Maslin
14. Acacia ephedroides Benth.
15. Acacia equisetifolia Maslin & Cowie
16. Acacia eremaea C.R.P.Andrews
17. Acacia eremophila W.Fitzg.
18. Acacia eremophiloides Pedley & P.I.Forst.
19. Acacia eriantha Desv.
20. Acacia ericifolia Benth.
21. Acacia ericksoniae Maslin
22. Acacia erinacea Benth.
23. Acacia erioclada Benth.
24. Acacia eriopoda Maiden & Blakely
25. Acacia errabunda Maslin
26. Acacia esterhazia J.Mackay ex Regel
27. Acacia estrophiolata F.Muell.
28. Acacia euthycarpa (J.M.Black) J.M.Black
29. Acacia euthyphylla Maslin
30. Acacia evenulosa Maslin
31. Acacia everistii Pedley
32. Acacia excelsa Benth.
33. Acacia excentrica Maiden & Blakely
34. Acacia exigua I.M.Turner
35. Acacia exocarpoides W.Fitzg.
36. Acacia extensa Lindl.
37. Acacia exudans Lindl.

### F
1. Acacia fagonioides Benth.
2. Acacia falcata Willd.
3. Acacia falciformis DC.
4. Acacia farinosa Lindl.
5. Acacia fasciculifera F.Muell. ex Benth.
6. Acacia faucium Pedley
7. Acacia fauntleroyi (Maiden) Maiden
8. Acacia fecunda Maslin
9. Acacia ferocior Maiden
10. Acacia filamentosa Maslin
11. Acacia filicifolia Cheel & Welch
12. Acacia filifolia Benth.
13. Acacia filipes Pedley
14. Acacia fimbriata A.Cunn. ex G.Don
15. Acacia flabellifolia W.Fitzg.
16. Acacia flaccida Spreng.
17. Acacia flagelliformis Court
18. Acacia flavescens A.Cunn. ex Benth.
19. Acacia flavipila A.S.George
20. Acacia fleckeri Pedley
21. Acacia flexifolia A.Cunn. ex Benth.
22. Acacia flocktoniae Maiden
23. Acacia floribunda (Vent.) Willd.
24. Acacia floydii Tindale
25. Acacia fodinalis Pedley
26. Acacia formidabilis C.A.Gardner ex R.S.Cowan & Maslin
27. Acacia forrestiana E.Pritz.
28. Acacia forsythii Maiden & Blakely
29. Acacia fragilis Maiden & Blakely
30. Acacia fraternalis Maslin
31. Acacia frigescens J.H.Willis
32. Acacia froggattii Maiden
33. Acacia fulva Tindale
34. Acacia fuscaneura Maslin & J.E.Reid

### G
1. Acacia galeata Maslin
2. Acacia galioides Benth.
3. Acacia gardneri Maiden & Blakely
4. Acacia gelasina Maslin
5. Acacia gemina R.S.Cowan & Maslin
6. Acacia genistifolia Link
7. Acacia georgensis Tindale
8. Acacia georginae F.M.Bailey
9. Acacia gibbosa R.S.Cowan & Maslin
10. Acacia gibsonii Maslin
11. Acacia gilbertii Meisn.
12. Acacia gilesiana F.Muell.
13. Acacia gillii (Maiden) Maiden & Blakely
14. Acacia gittinsii Pedley
15. Acacia gladiiformis A.Cunn. ex Benth.
16. Acacia glandulicarpa Reader
17. Acacia glaucissima Maslin
18. Acacia glaucocaesia Domin
19. Acacia glaucocarpa Maiden & Blakely
20. Acacia glaucoptera Benth.
21. Acacia gloeotricha A.R.Chapm. & Maslin
22. Acacia glutinosissima Maiden & Blakely
23. Acacia gnidium Benth.
24. Acacia gonocarpa F.Muell.
25. Acacia gonoclada F.Muell.
26. Acacia gonophylla Benth.
27. Acacia gordonii (Tindale) Pedley
28. Acacia gracilenta Tindale & Kodela
29. Acacia gracilifolia Maiden & Blakely
30. Acacia graciliformis Maslin & Buscumb
31. Acacia grandifolia Pedley
32. Acacia granitica Maiden
33. Acacia graniticola Maslin
34. Acacia grasbyi Maiden
35. Acacia × grayana J.H.Willis
36. Acacia gregorii F.Muell.
37. Acacia grisea S.Moore
38. Acacia guinetii Maslin
39. Acacia gunnii Benth.
40. Acacia guymeri Tindale

### H
1. Acacia hadrophylla R.S.Cowan & Maslin
2. Acacia haematites Maslin
3. Acacia hakeoides A.Cunn. ex Benth.
4. Acacia halliana Maslin
5. Acacia hamersleyensis Maslin
6. Acacia hamiltoniana Maiden
7. Acacia hammondii Maiden
8. Acacia handonis Pedley
9. Acacia harpophylla F.Muell. ex Benth.
10. Acacia harveyi Benth.
11. Acacia hastulata Sm.
12. Acacia havilandiorum Maiden
13. Acacia helicophylla Pedley
14. Acacia helmsiana Maiden
15. Acacia hemignosta F.Muell.
16. Acacia hemiteles Benth.
17. Acacia hemsleyi Maiden
18. Acacia hendersonii Pedley
19. Acacia heterochroa Maslin
20. Acacia heteroclita Meisn.
21. Acacia heteroneura Benth.
22. Acacia heterophylla (Lam.) Willd.
23. Acacia hexaneura P.J.Lang & R.S.Cowan
24. Acacia hilliana Maiden
25. Acacia hippuroides Heward ex Benth.
26. Acacia hispidula (Sm.) Willd.
27. Acacia hockingsii Pedley
28. Acacia holosericea A.Cunn. ex G.Don
29. Acacia holotricha Pedley
30. Acacia homaloclada F.Muell.
31. Acacia hopperiana Maslin
32. Acacia horridula Meisn.
33. Acacia howittii F.Muell.
34. Acacia hubbardiana Pedley
35. Acacia huegelii Benth.
36. Acacia humifusa A.Cunn. ex Benth.
37. Acacia hyaloneura Pedley
38. Acacia hylonoma Pedley
39. Acacia hypermeces A.S.George
40. Acacia hystrix Maslin

### I
1. Acacia idiomorpha A.Cunn. ex Benth.
2. Acacia imbricata F.Muell.
3. Acacia imitans Maslin
4. Acacia imparilis Maslin
5. Acacia implexa Benth.
6. Acacia improcera Maslin
7. Acacia inaequilatera Domin
8. Acacia inaequiloba W.Fitzg
9. Acacia inamabilis E.Pritz.
10. Acacia incanicarpa A.R.Chapm. & Maslin
11. Acacia inceana Domin
12. Acacia incognita Maslin & Buscumb
13. Acacia incongesta R.S.Cowan & Maslin
14. Acacia incrassata Hook.
15. Acacia incurva Benth.
16. Acacia incurvaneura Maslin & J.E.Reid
17. Acacia infecunda Molyneux & Forrester
18. Acacia ingramii Tindale
19. Acacia ingrata Benth.
20. Acacia inophloia Maiden & Blakely
21. Acacia inops Maiden & Blakely
22. Acacia insolita E.Pritz.
23. Acacia intorta Maslin
24. Acacia intricata S.Moore
25. Acacia irrorata Sieber ex Spreng.
26. Acacia islana Pedley
27. Acacia isoneura Maslin & A.R.Chapm.
28. Acacia iteaphylla F.Muell. ex Benth.
29. Acacia ixiophylla Benth.
30. Acacia ixodes Pedley

### J
1. Acacia jackesiana Pedley
2. Acacia jacksonioides Maslin
3. Acacia jamesiana Maslin
4. Acacia jasperensis Maconochie
5. Acacia javanica DC.
6. Acacia jennerae Maiden
7. Acacia jensenii Maiden
8. Acacia jibberdingensis Maiden & Blakely
9. Acacia johannis Pedley
10. Acacia johnsonii Pedley
11. Acacia jonesii F.Muell. & Maiden
12. Acacia jucunda Maiden & Blakely
13. Acacia julifera Benth.
14. Acacia juncifolia Benth.
15. Acacia jurema Mart.

### K
1. Acacia kalgoorliensis R.S.Cowan & Maslin
2. Acacia karina Maslin & Buscumb
3. Acacia kauaiensis Hillebr.
4. Acacia keigheryi Maslin
5. Acacia kelleri F.Muell.
6. Acacia kempeana F.Muell.
7. Acacia kenneallyi R.S.Cowan & Maslin
8. Acacia kerryana Maslin
9. Acacia kettlewelliae Maiden
10. Acacia kimberleyensis W.Fitzg.
11. Acacia kingiana Maiden & Blakely
12. Acacia koa A.Gray
13. Acacia koaia Hillebr.
14. Acacia kochii W.Fitzg. ex Ewart & Jean White
15. Acacia kulinensis Maslin
16. Acacia kulnurensis Kodela & Tindale
17. Acacia kybeanensis Maiden & Blakely
18. Acacia kydrensis Tindale

### L
1. Acacia laccata Pedley
2. Acacia lacertensis Pedley
3. Acacia lachnophylla F.Muell.
4. Acacia lamprocarpa O.Schwarz
5. Acacia lanceolata Maslin
6. Acacia lanei R.S.Cowan & Maslin
7. Acacia lanigera A.Cunn.
8. Acacia lanuginophylla R.S.Cowan & Maslin
9. Acacia lapidosa Maslin
10. Acacia laricina Meisn.
11. Acacia lasiocalyx C.R.P.Andrews
12. Acacia lasiocarpa Benth.
13. Acacia lateriticola Maslin
14. Acacia latescens Benth.
15. Acacia latifolia Benth.
16. Acacia latior (R.S.Cowan & Maslin) Maslin & Buscumb
17. Acacia latipes Benth.
18. Acacia latisepala Pedley
19. Acacia latzii Maslin
20. Acacia lazaridis Pedley
21. Acacia leeuweniana Maslin
22. Acacia legnota Pedley
23. Acacia leichardtii Benth.
24. Acacia leiocalyx (Domin) Pedley
25. Acacia leioderma Maslin
26. Acacia leiophylla Benth.
27. Acacia lentiginea Maiden & Blakely
28. Acacia lentiscifolia (Pers.) Desf. ex DC.
29. Acacia leprosa Sieber ex DC.
30. Acacia leptalea Maslin
31. Acacia leptocarpa A.Cunn. ex Benth.
32. Acacia leptoclada A.Cunn. ex Benth.
33. Acacia leptoloba Pedley
34. Acacia leptoneura Benth.
35. Acacia leptopetala Benth.
36. Acacia leptophleba F.Muell.
37. Acacia leptospermoides Benth.
38. Acacia leptostachya Benth.
39. Acacia lespedleyi P.I.Forst.[1]
40. Acacia leucoclada Tindale
41. Acacia leucolobia Sweet
42. Acacia levata R.S.Cowan & Maslin
43. Acacia ligulata A.Cunn. ex Benth.
44. Acacia ligustrina Meisn.
45. Acacia limbata F.Muell.
46. Acacia linarioides Benth.
47. Acacia linearifolia A.Cunn. ex Maiden & Blakely
48. Acacia lineata A.Cunn. ex G.Don
49. Acacia lineolata Benth.
50. Acacia linifolia (Vent.) Willd.
51. Acacia lirellata Maslin & A.R.Chapm.
52. Acacia littorea Maslin
53. Acacia lobulata R.S.Cowan & Maslin
54. Acacia loderi Maiden
55. Acacia longifolia (Andrews) Willd.
56. Acacia longipedunculata Pedley
57. Acacia longiphyllodinea Maiden
58. Acacia longispicata Benth.
59. Acacia longispinea Morrison
60. Acacia longissima H.L.Wendl.
61. Acacia loroloba Tindale
62. Acacia loxophylla Benth.
63. Acacia lucasii Blakely
64. Acacia lucens Bojer
65. Acacia lullfitziorum Maslin
66. Acacia lumholtzii Pedley
67. Acacia lunata G.Lodd.
68. Acacia luteola Maslin
69. Acacia lycopodiifolia A.Cunn. ex Hook.
70. Acacia lysiploia F.Muell.

### M
1. Acacia mabellae Maiden
2. Acacia macdonnelliensis Maconochie
3. Acacia mackenziei Maslin & R.L.Barrett
4. Acacia mackeyana Ewart & Jean White
5. Acacia maconochieana Pedley
6. Acacia macradenia Benth.
7. Acacia macraneura Maslin & J.E.Reid
8. Acacia maidenii F.Muell.
9. Acacia maitlandii F.Muell.
10. Acacia malloclada Maiden & Blakely
11. Acacia mangium Willd.
12. Acacia manipularis R.S.Cowan & Maslin
13. Acacia maranoensis Pedley
14. Acacia mariae Pedley
15. Acacia marramamba Maslin
16. Acacia masliniana R.S.Cowan
17. Acacia mathuataensis A.C.Sm.
18. Acacia matthewii Tindale & S.J.Davies
19. Acacia maxwellii Maiden & Blakely
20. Acacia mcnuttiana Maiden & Blakely
21. Acacia mearnsii De Wild.
22. Acacia megacephala Maslin
23. Acacia megalantha F.Muell.
24. Acacia meiantha Tindale & Hersc.
25. Acacia meiosperma (Pedley) Pedley
26. Acacia meisneri Lehm.
27. Acacia melanoxylon R.Br.
28. Acacia melleodora Pedley
29. Acacia melvillei Pedley
30. Acacia menzelii J.M.Black
31. Acacia merinthophora E.Pritz.
32. Acacia merrallii F.Muell.
33. Acacia merrickiae Maiden & Blakely
34. Acacia microbotrya Benth.
35. Acacia microcalyx Maslin
36. Acacia microcarpa F.Muell.
37. Acacia microcybe Pedley
38. Acacia microneura Meisn.
39. Acacia microsperma Pedley
40. Acacia midgleyi M.W.McDonald & Maslin
41. Acacia mimica R.S.Cowan & Maslin
42. Acacia mimula Pedley
43. Acacia minniritchi I.M.Turner
44. Acacia minutifolia F.Muell.
45. Acacia minutissima Maslin
46. Acacia minyura Randell
47. Acacia mitchellii Benth.
48. Acacia mitodes A.S.George
49. Acacia moirii E.Pritz.
50. Acacia mollifolia Maiden & Blakely
51. Acacia montana Benth.
52. Acacia monticola J.M.Black
53. Acacia mooreana W.Fitzg.
54. Acacia mountfordiae Specht
55. Acacia mucronata Willd. ex H.L.Wendl.
56. Acacia muelleriana Maiden & R.T.Baker
57. Acacia mulganeura Maslin & J.E.Reid
58. Acacia multisiliqua (Benth.) Maconochie
59. Acacia multispicata Benth.
60. Acacia multistipulosa Tindale & Bedward
61. Acacia muriculata Maslin & Buscumb
62. Acacia murrayana F.Muell. ex Benth.
63. Acacia mutabilis Maslin
64. Acacia myrtifolia (Sm.) Willd.

### N
1. Acacia nanodealbata J.H.Willis
2. Acacia nanopravissima Molyneux & Forrester
3. Acacia nematophylla F.Muell. ex Benth.
4. Acacia neobrachycarpa I.M.Turner
5. Acacia neorigida I.M.Turner
6. Acacia neriifolia A.Cunn. ex Benth.
7. Acacia nervosa DC.
8. Acacia nesophila Pedley
9. Acacia neurocarpa A.Cunn. ex Hook.
10. Acacia neurophylla W.Fitzg.
11. Acacia newbeyi Maslin
12. Acacia nicholsonensis Cuff
13. Acacia nigricans (Labill.) R.Br.
14. Acacia nigripilosa Maiden
15. Acacia nitidula Benth.
16. Acacia nivea R.S.Cowan & Maslin
17. Acacia nodiflora Benth.
18. Acacia notabilis F.Muell.
19. Acacia numerosa Maiden
20. Acacia nuperrima Baker f.
21. Acacia nyssophylla F.Muell.

### O
1. Acacia obesa R.S.Cowan & Maslin
2. Acacia obliquinervia Tindale
3. Acacia obovata Benth.
4. Acacia obtecta Maiden & Blakely
5. Acacia obtriangularis Maslin, M.D.Barrett & R.L.Barrett
6. Acacia obtusata Sieber ex DC.
7. Acacia obtusifolia A.Cunn.
8. Acacia octonervia R.S.Cowan & Maslin
9. Acacia oldfieldii F.Muell.
10. Acacia olgana Maconochie
11. Acacia oligoneura F.Muell.
12. Acacia olsenii Tindale
13. Acacia omalophylla A.Cunn. ex Benth.
14. Acacia ommatosperma (Pedley) Pedley
15. Acacia oncinocarpa Benth.
16. Acacia oncinophylla Benth.
17. Acacia ophiolithica R.S.Cowan & Maslin
18. Acacia oraria F.Muell.
19. Acacia orbifolia Maiden & Blakely
20. Acacia orites Pedley
21. Acacia orthocarpa F.Muell.
22. Acacia orthotricha Pedley
23. Acacia orthotropica Maslin, M.D.Barrett & R.L.Barrett
24. Acacia oshanesii F.Muell. & Maiden
25. Acacia oswaldii F.Muell.
26. Acacia oxycedrus Sieber ex DC.
27. Acacia oxyclada F.Muell. ex Benth.

### P
1. Acacia pachyacra Maiden & Blakely
2. Acacia pachycarpa F.Muell. ex Benth.
3. Acacia pachyphylla Maslin
4. Acacia pachypoda Maslin
5. Acacia palustris Luehm.
6. Acacia papulosa R.S.Cowan & Maslin
7. Acacia papyrocarpa Benth.
8. Acacia paradoxa DC.
9. Acacia paraneura Randell
10. Acacia parkerae Maslin
11. Acacia parramattensis Tindale
12. Acacia parvipinnula Tindale
13. Acacia pataczekii D.I.Morris
14. Acacia patagiata R.S.Cowan & Maslin
15. Acacia patula Humb. & Bonpl. ex Willd.
16. Acacia paula Tindale & S.J.Davies
17. Acacia pedina Kodela & Tame
18. Acacia pedleyi Tindale & Kodela
19. Acacia pellita O.Schwarz
20. Acacia pelophila R.S.Cowan & Maslin
21. Acacia pendula A.Cunn. ex G.Don
22. Acacia penninervis Sieber ex DC.
23. Acacia pennivenia Balf.f.
24. Acacia pentadenia Lindl.
25. Acacia peregrinalis M.W.McDonald & Maslin
26. Acacia perpusilla Maslin, M.D.Barrett & R.L.Barrett
27. Acacia perryi Pedley
28. Acacia petraea Pedley
29. Acacia petricola Maslin
30. Acacia peuce F.Muell.
31. Acacia phacelia Maslin, M.D.Barrett & R.L.Barrett
32. Acacia phaeocalyx Maslin
33. Acacia pharangites Maslin
34. Acacia phasmoides J.H.Willis
35. Acacia phlebocarpa F.Muell.
36. Acacia phlebopetala Maslin
37. Acacia phlebophylla F.Muell. ex H.B.Will.
38. Acacia pickardii Tindale
39. Acacia piligera A.Cunn.
40. Acacia pilligaensis Maiden
41. Acacia pinguiculosa R.S.Cowan & Maslin
42. Acacia pinguifolia J.M.Black
43. Acacia platyacantha Bertol.
44. Acacia platycarpa F.Muell.
45. Acacia plautella Maslin
46. Acacia plectocarpa A.Cunn. ex Benth.
47. Acacia plicata Maslin
48. Acacia podalyriifolia A.Cunn. ex G.Don
49. Acacia polifolia Pedley
50. Acacia poliochroa E.Pritz.
51. Acacia polyadenia (Pedley) Pedley
52. Acacia polybotrya Benth.
53. Acacia polymorpha Pasq.
54. Acacia polystachya A.Cunn. ex Benth.
55. Acacia porcata P.I.Forst.
56. Acacia praelongata F.Muell.
57. Acacia praemorsa P.J.Lang & Maslin
58. Acacia praetermissa Tindale
59. Acacia prainii Maiden
60. Acacia pravifolia F.Muell.
61. Acacia pravissima F.Muell. ex Benth.
62. Acacia preissiana (Meisn.) Maslin
63. Acacia prismifolia E.Pritz.
64. Acacia pritzeliana C.A.Gardner
65. Acacia producta Tindale
66. Acacia profusa Maslin
67. Acacia proiantha Pedley
68. Acacia prolata Maslin, M.D.Barrett & R.L.Barrett
69. Acacia prominens A.Cunn. ex G.Don
70. Acacia provincialis A.Camus
71. Acacia proxima Maiden
72. Acacia pruinocarpa Tindale
73. Acacia pteraneura Maslin & J.E.Reid
74. Acacia pterocaulon Maslin
75. Acacia ptychoclada Maiden & Blakely
76. Acacia ptychophylla F.Muell.
77. Acacia pubescens (Vent.) R.Br.
78. Acacia pubicosta C.T.White
79. Acacia pubifolia Pedley
80. Acacia pubirhachis Pedley
81. Acacia pulchella R.Br.
82. Acacia pulviniformis Maiden & Blakely
83. Acacia pumila Maiden & R.T.Baker
84. Acacia puncticulata Maslin
85. Acacia purpureapetala F.M.Bailey
86. Acacia pusilla Maslin
87. Acacia pustula Maiden & Blakely
88. Acacia pycnantha Benth.
89. Acacia pycnocephala Maslin
90. Acacia pycnostachya F.Muell. ex Benth.
91. Acacia pygmaea Maslin
92. Acacia pyrifolia DC.

### Q
1. Acacia quadrilateralis DC.
2. Acacia quadrimarginea F.Muell.
3. Acacia quadrisulcata F.Muell.
4. Acacia quinquenervia Maslin
5. Acacia quornensis J.M.Black

### R
1. Acacia racospermoides Pedley
2. Acacia ramiflora Domin
3. Acacia ramulosa W.Fitzg.
4. Acacia randelliana W.Fitzg.
5. Acacia recurvata R.S.Cowan & Maslin
6. Acacia redolens Maslin
7. Acacia rendlei Maiden
8. Acacia repanda R.S.Cowan & Maslin
9. Acacia repens A.S.George
10. Acacia resinimarginea W.Fitzg.
11. Acacia resinistipulea W.Fitzg.
12. Acacia resinocostata Pedley
13. Acacia resinosa R.S.Cowan & Maslin
14. Acacia restiacea Benth.
15. Acacia retinervis Benth.
16. Acacia retinodes Schltdl.
17. Acacia retivenea F.Muell.
18. Acacia retrorsa Meisn.
19. Acacia rhamphophylla Maslin
20. Acacia rhetinocarpa J.M.Black
21. Acacia rhigiophylla F.Muell. ex Benth.
22. Acacia rhodophloia Maslin
23. Acacia rhodoxylon Maiden
24. Acacia riceana Hensl.
25. Acacia richardsii Maslin
26. Acacia richii A.Gray
27. Acacia ridleyana W.Fitzg.
28. Acacia rigens A.Cunn. ex G.Don
29. Acacia rigescens Tindale & Bedward
30. Acacia rivalis J.M.Black
31. Acacia robeorum Maslin
32. Acacia robiniae Maslin
33. Acacia rossei F.Muell.
34. Acacia rostellata Maslin
35. Acacia rostellifera Benth.
36. Acacia rostriformis Maslin & D.J.Murphy
37. Acacia rothii F.M.Bailey
38. Acacia roycei Maslin
39. Acacia rubida A.Cunn.
40. Acacia rubricaulis Pedley
41. Acacia rubricola Pedley
42. Acacia rupicola F.Muell. ex Benth.
43. Acacia ruppii Maiden & Betche
44. Acacia ryaniana Maslin

### S
1. Acacia sabulosa Maslin
2. Acacia saliciformis Tindale
3. Acacia salicina Lindl.
4. Acacia saligna (Labill.) H.L.Wendl.
5. Acacia saxatilis S.Moore
6. Acacia saxicola Pedley
7. Acacia scalena Maslin
8. Acacia scalpelliformis Meisn.
9. Acacia schinoides Benth.
10. Acacia sciophanes Maslin
11. Acacia scirpifolia Meisn.
12. Acacia scleroclada Maslin
13. Acacia sclerophylla Lindl.
14. Acacia sclerosperma F.Muell.
15. Acacia scopulorum Pedley
16. Acacia seclusa M.W.McDonald
17. Acacia sedifolia Maiden & Blakely
18. Acacia × semiaurea Maiden & Blakely
19. Acacia semicircinalis Maiden & Blakely
20. Acacia semilunata Maiden & Blakely
21. Acacia semirigida Maiden & Blakely
22. Acacia semitrullata Maslin
23. Acacia sericata A.Cunn. ex Benth.
24. Acacia sericocarpa W.Fitzg.
25. Acacia sericoflora Pedley
26. Acacia serpentinicola (Maslin) Pedley
27. Acacia sertiformis A.Cunn.
28. Acacia sessilis Benth.
29. Acacia sessilispica Maiden & Blakely
30. Acacia setosa Spreng.
31. Acacia setulifera Benth.
32. Acacia shapelleae Maslin
33. Acacia shirleyi Maiden
34. Acacia shuttleworthii Meisn.
35. Acacia sibilans Maslin
36. Acacia sibina Maslin
37. Acacia sibirica S.Moore
38. Acacia siculiformis A.Cunn. ex Benth.
39. Acacia signata F.Muell.
40. Acacia silvestris Tindale
41. Acacia similis Zoll. & Moritzi
42. Acacia simmonsiana O'Leary & Maslin
43. Acacia simplex (Sparrm.) Pedley
44. Acacia simsii A.Cunn. ex Benth.
45. Acacia simulans Maslin
46. Acacia singula R.S.Cowan & Maslin
47. Acacia smeringa A.S.George
48. Acacia solenota Pedley
49. Acacia sophorae (Labill.) R.Br.
50. Acacia sorophylla E.Pritz.
51. Acacia spania Pedley
52. Acacia sparsiflora Maiden
53. Acacia spathulifolia Maslin
54. Acacia speckii R.S.Cowan & Maslin
55. Acacia spectabilis A.Cunn. ex Benth.
56. Acacia spectra Lewington & Maslin
57. Acacia sphacelata Benth.
58. Acacia sphaerostachya E.Pritz.
59. Acacia sphenophylla Maslin
60. Acacia spilleriana J.E.Br.
61. Acacia spinescens Benth.
62. Acacia spinosissima Benth.
63. Acacia spirorbis Labill.
64. Acacia splendens Maslin & C.P.Elliott
65. Acacia spondylophylla F.Muell.
66. Acacia spongolitica R.S.Cowan & Maslin
67. Acacia spooneri O'Leary
68. Acacia sporadica N.G.Walsh
69. Acacia squamata Lindl.
70. Acacia stanleyi Maslin
71. Acacia startii A.R.Chapm. & Maslin
72. Acacia steedmanii Maiden & Blakely
73. Acacia stellaticeps Kodela, Tindale & D.A.Keith
74. Acacia stenophylla A.Cunn. ex Benth.
75. Acacia stenoptera Benth.
76. Acacia stereophylla Meisn.
77. Acacia stictophylla Court ex Maslin & D.J.Murphy
78. Acacia stigmatophylla A.Cunn. ex Benth.
79. Acacia stipuligera F.Muell.
80. Acacia stipulosa F.Muell.
81. Acacia storyi Tindale
82. Acacia striatifolia Pedley
83. Acacia stricta (Andrews) Willd.
84. Acacia strongylophylla F.Muell.
85. Acacia suaveolens (Sm.) Willd.
86. Acacia subcaerulea Lindl.
87. Acacia subcontorta Maslin
88. Acacia subflexuosa Maiden
89. Acacia sublanata Benth.
90. Acacia subporosa F.Muell.
91. Acacia subracemosa Maslin
92. Acacia subrigida Maslin
93. Acacia subsessilis A.R.Chapm. & Maslin
94. Acacia subternata F.Muell.
95. Acacia subtessarogona Tindale & Maslin
96. Acacia subtiliformis Maslin
97. Acacia subtilinervis F.Muell.
98. Acacia subulata Bonpl.
99. Acacia sulcata R.Br.
100. Acacia sulcaticaulis Maslin & Buscumb
101. Acacia symonii Whibley
102. Acacia synantha Maslin, M.D.Barrett & R.L.Barrett
103. Acacia synchronicia Maslin
104. Acacia synoria Maslin

### T
1. Acacia tabula Molyneux & Forrester
2. Acacia tamminensis E.Pritz.
3. Acacia tarculensis J.M.Black
4. Acacia taxifolia Willd.
5. Acacia tayloriana F.Muell.
6. Acacia telmica A.R.Chapm. & Maslin
7. Acacia tenuinervis Pedley
8. Acacia tenuior Maiden
9. Acacia tenuispica Maslin
10. Acacia tenuissima F.Muell.
11. Acacia tephrina Pedley
12. Acacia teretifolia Benth.
13. Acacia terminalis (Salisb.) J.F.Macbr.
14. Acacia tessellata Tindale & Kodela
15. Acacia tetanophylla Maslin
16. Acacia tetragonocarpa Meisn.
17. Acacia tetragonophylla F.Muell.
18. Acacia tetraneura Maslin & A.R.Chapm.
19. Acacia tetraptera Maslin
20. Acacia thieleana Maslin
21. Acacia thoma Maslin
22. Acacia thomsonii Maslin & M.W.McDonald
23. Acacia tindaleae Pedley
24. Acacia tingoorensis Pedley
25. Acacia tolmerensis G.J.Leach
26. Acacia toondulya O'Leary
27. Acacia torringtonensis Tindale
28. Acacia torticarpa C.A.Gardner ex R.S.Cowan & Maslin
29. Acacia torulosa Benth.
30. Acacia trachycarpa E.Pritz.
31. Acacia trachyphloia Tindale
32. Acacia translucens A.Cunn. ex Hook.
33. Acacia tratmaniana W.Fitzg.
34. Acacia trigonophylla Meisn.
35. Acacia trinalis R.S.Cowan & Maslin
36. Acacia trinervata Sieber ex DC.
37. Acacia trineura F.Muell.
38. Acacia triptera Benth.
39. Acacia triptycha F.Muell. ex Benth.
40. Acacia triquetra Benth.
41. Acacia × tristis Graham
42. Acacia tropica (Maiden & Blakely) Tindale
43. Acacia truculenta Maslin
44. Acacia trudgeniana Maslin
45. Acacia trulliformis R.S.Cowan & Maslin
46. Acacia truncata (Burm.f.) Hoffmanns.
47. Acacia tuberculata Maslin
48. Acacia tumida F.Muell. ex Benth.
49. Acacia tysonii Luehm.

### U
1. Acacia ulicifolia (Salisb.) Court
2. Acacia ulicina Meisn.
3. Acacia uliginosa Maslin
4. Acacia umbellata A.Cunn. ex Benth.
5. Acacia umbraculiformis Maslin & Buscumb
6. Acacia uncifera Benth.
7. Acacia uncifolia (J.M.Black) O'Leary
8. Acacia uncinata Lindl.
9. Acacia uncinella Benth.
10. Acacia undoolyana G.J.Leach
11. Acacia undosa R.S.Cowan & Maslin
12. Acacia undulifolia A.Cunn. ex G.Don
13. Acacia unguicula R.S.Cowan & Maslin
14. Acacia unifissilis Court
15. Acacia urophylla Benth.

### V
1. Acacia vaga Willd.
2. Acacia validinervia Maiden & Blakely
3. Acacia varia Maslin
4. Acacia vassalii Maslin
5. Acacia venulosa Benth.
6. Acacia verniciflua A.Cunn.
7. Acacia veronica Maslin
8. Acacia verricula R.S.Cowan & Maslin
9. Acacia verticillata (L'Hér.) Willd.
10. Acacia vestita Ker Gawl.
11. Acacia viarum Allemão ex Ten.
12. Acacia victoriae Benth.
13. Acacia viscidula Benth.
14. Acacia viscifolia Maiden & Blakely
15. Acacia vittata R.S.Cowan & Maslin
16. Acacia volubilis F.Muell.

### W
1. Acacia walkeri Maslin
2. Acacia wanyu Tindale
3. Acacia wardellii Tindale
4. Acacia warramaba Maslin
5. Acacia wattsiana F.Muell. ex Benth.
6. Acacia webbii Pedley
7. Acacia websteri Maiden & Blakely
8. Acacia wetarensis Pedley
9. Acacia whibleyana R.S.Cowan & Maslin
10. Acacia whitei Maiden
11. Acacia wickhamii Benth.
12. Acacia wilcoxii Maslin
13. Acacia wilhelmiana F.Muell.
14. Acacia willdenowiana H.L.Wendl.
15. Acacia williamsiana J.T.Hunter
16. Acacia williamsonii Court
17. Acacia willingii Lewington & Maslin
18. Acacia wilsonii R.S.Cowan & Maslin
19. Acacia wiseana C.A.Gardner
20. Acacia woodmaniorum Maslin & Buscumb

### X
1. Acacia xanthina Benth.
2. Acacia xanthocarpa R.S.Cowan & Maslin
3. Acacia xerophila W.Fitzg.
4. Acacia xiphophylla E.Pritz.

### Y
1. Acacia yalwalensis Kodela
2. Acacia yirrkallensis Specht
3. Acacia yorkrakinensis C.A.Gardner

### Z
1. Acacia zatrichota A.S.George